# The Fades
The Fades sind eine britische Band aus London. Ihre Musik ist eine Mischung aus Rock und Punk.

## Bandgeschichte
Durch Grunge-Musik motiviert, wurden The Fades von James Lightfoot und seinem jüngeren Bruder Dave September 2002 in Twickenham gegründet. Zu ihnen stieß der Drummer Graham Best und der Gitarrist Jonny Barnard. Alle spielten schon vorher in verschiedenen anderen Bands und sind befreundet. Zuerst hieß die Band „Petrol Bomb“, später „Molotov Cocktail“, bis sich die Band zur Veröffentlichung der ersten Single für „The Fades“ entschied.
Am Anfang machten The Fades alles in Eigenregie. Sie nahmen, auch aus Kostengründen, mit analogen Aufnahmegeräten auf. Da einige Bandmitglieder ein Studium als Toningenieure absolvierten, hatten schon die ersten Aufnahmen eine gute Qualität. Die beiden ersten Demos You Say und Life Support, noch unter dem alten Namen „Molotov Cocktail“ aufgenommen, wurden von Steve Lamacq in seiner Sendung bei der BBC gespielt. 2003 veröffentlichte Genepool Records die beiden Demos als Singles. Beide wurden wieder von Steve Lamacq, aber auch anderen Moderatoren der BBC gespielt. Andere Radiostation wie Xfm wurden aufmerksam und nahmen die Songs in ihre Playlists auf. 2004 erschien die erste EP Social Misfits mit acht Songs, und sie gingen mit Art Brut auf Tour.
Anfang 2006 erschien ihre nächste Single Caca. Sie kam auf die Playlist der BBC und fand großen Anklang bei 6 Music, dem digitalen Kanal der BBC. So wurden sie im April 2006 für eine Session bei Marc Rileys Rocket Science eingeladen. Neben drei eigenen Songs spielten sie Another Song About Motorbikes, ein Cover von The Creepers, der früheren Band von Marc Riley.
Im Sommer 2006 verließ der Schlagzeuger Graham Best die Band und wurde durch Alastair „Flash“ Thorpe ersetzt. 2008 gab es eine erneute Umbesetzung, seitdem spielt Jonny Juviler das Schlagzeug.
Im April 2007 kam das selbstbetitelte Debütalbum The Fades auf den Markt. Es fand großen Anklang, wurde in Deutschland z. B. im NDR Nachtclub mit Paul Baskerville und beim FSK gespielt. Im Oktober 2007 nahmen sie neues Material auf, welches erstmals nur als Download erhältlich war. Im November 2007 spielten The Fades in Italien auf einem Indie-Festival. 2008 erschien bei dem New York Label Cranky Girl Records die Split-Single The Split mit der englischen Band GST Cardinals. Auf Drängen der Fans, sie sollten mal etwas live aufnehmen, entschlossen sie sich, ein komplettes Album live im Studio mit Publikum aufzunehmen, eine Mischung aus Party und Konzert. Das Album wird Ende September 2010 erscheinen.

## Diskografie

### Singles
- 2003: You Say/1995 (Genepool Records)
- 2003: Life Support/Blade/Another Song About Motorbikes (Genepool Records)
- 2006: Caca/Fruit Machine (Genepool Records)
- 2011: I'd Like to Teach the World to Sing/Your Eyes (Genepool Records)
- 2013: Eight Times a Day/Free Little Pill (Genepool Records)
- 2013: Heard It on the Radio (mit Keith TOTP, Genepool Records)

### EPs
- 2004: Social Misfits (Genepool Records)
- 2008: The Split (Cranky Girl Records)
- 2012: Meccano (Genepool Records)

### Alben
- 2007: The Fades (Dirrty Records)
- 2010: Muvva, I'm a Drunk (Cranky Girl Records)
- 2012: Ragnarok (Genepool Records)

### Beiträge zu Kompilationen
- 2003: Life Support auf V.A. - XRAY CD Nr.08
- 2005: 1995 auf V.A. - Best of Barfly Unsigned: Spring/Summer Collection
- 2005: Life Support auf V.A. - Buffalo Bar Presents Sound Issues Volume 1

## Sonstiges

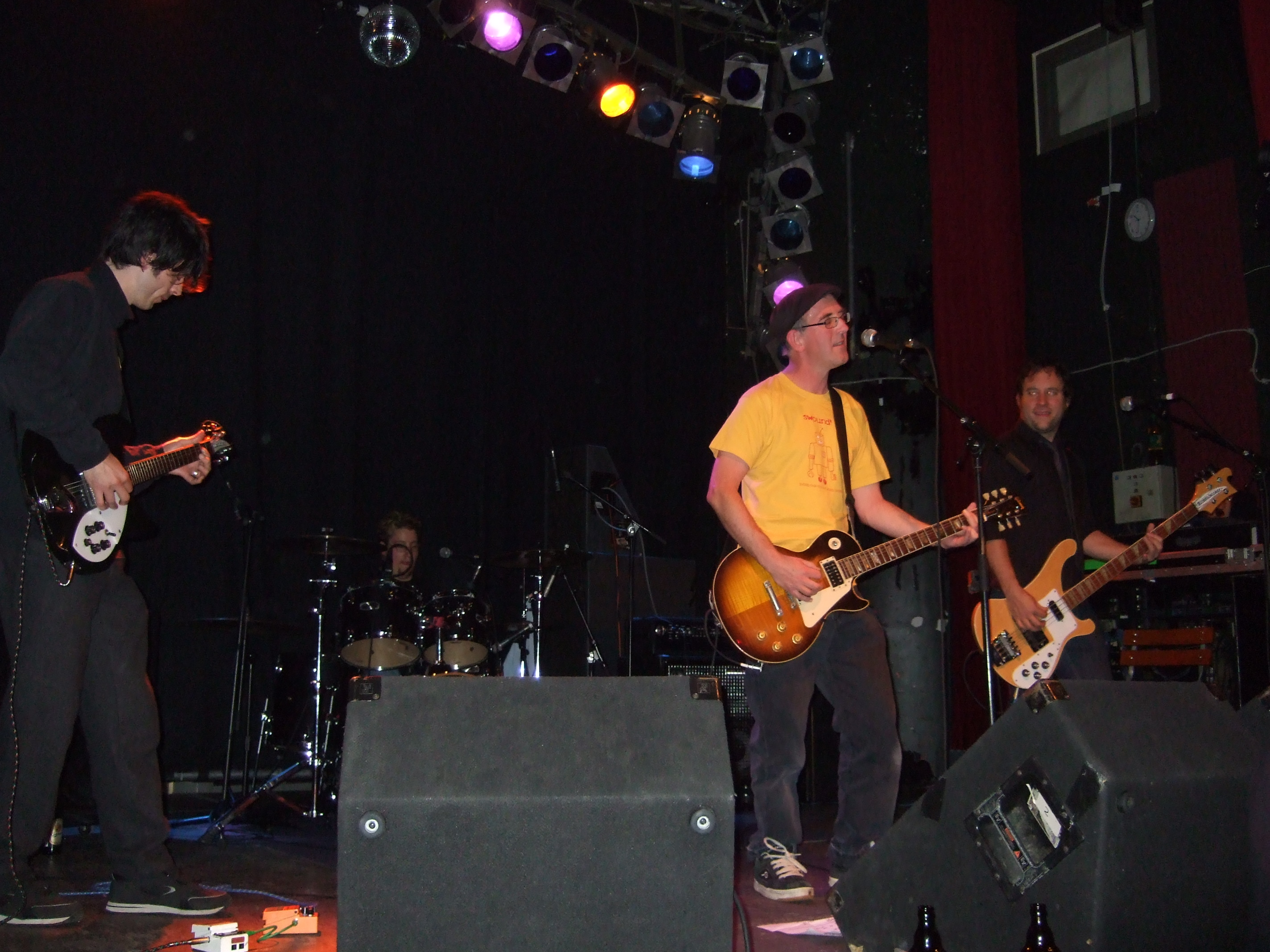
Abdoujaparov live im Knust, Hamburg, links Jonny Barnard

- The Fades spielten 2006 beim „Endorse it“-Festival in Dorset einen Auftritt als Abdoujaparov-Ersatz,[1] für die Band von Les „Fruitbat“ Carter, früher Gitarrist bei Carter USM. Jonny Barnard, der Gitarrist der Fades, spielt seit einigen Jahren fest in Abdoujaparov.[2][3]
- In zwei Folgen der amerikanischen NBC-Serie Life liefen Songs von den Fades, Life Support in der Folge „Did You Feel That?“ und Rearrange in der Folge „Mirror Ball“.
- Für den Soundtrack der DVD „Inevitable Descent“, einer Motocross und Mountainbiking-DVD, wurde Musik von dem ersten Album der Fades benutzt. Die DVD erschien 2007 in Australien.
- Zur WM 2006 benannten die Fades ihre Single Caca in „Kaká“ um.